# Leo Delfos
Léon Ghislain Delfosse, schrijversnaam Leo Delfos (Ronse, 3 september 1895 – Göttingen, 24 december 1967) was een Vlaams auteur, filoloog en activist. 

## Leven
Delfosse kwam uit een familie van Franstalige Vlamingen. Hij volgde middelbaar onderwijs aan het college van Oudenaarde en begon in 1913 filologie te studeren aan de Rijksuniversiteit Gent, waar hij geschiedenis kreeg van Henri Pirenne en Paul Fredericq. Uit zijn deelname aan de Hugo Verriesthulde bleek zijn belangstelling voor de Vlaamse Beweging. 
Het volgende jaar brak de Eerste Wereldoorlog uit en nam Delfosse dienst als vrijwilliger bij het 10e Linieregiment van het Belgisch leger. In oktober 1914 viel hij in handen van de Duitsers en werd hij afgevoerd naar het krijgsgevangenkamp van Göttingen. Daar genoot hij met zijn activistische overtuigingen een voorkeurbehandeling, vanwege de Flamenpolitik. Hij was vrijgesteld van handenarbeid, studeerde rechten, en hield politieke spreekbeurten. Als adjunct van kampdokter Dreyer manipuleerde hij het beoordelen van de arbeidsgeschiktheid zodanig dat slechte arbeidscommando's alleen toevielen aan Belgen zonder Vlaams-nationale gezindheid. Ook schreef hij propaganda voor de Raad van Vlaanderen, waarin hij het Duitse optreden in bezet België vergoelijkte en verklaarde dat hij tegen de geallieerden zou vechten.
Na de oorlog veroordeelde de Krijgsraad van Brabant Delfosse op 20 maart 1922 bij verstek tot twintig jaar dwangarbeid voor politieke collaboratie (artikel 118bis Sw.). Hij stelde geen beroep in en bleef in Göttingen studeren. In 1923 promoveerde hij bij Karl Brandi met een proefschrift over de jeugd van keizer Karel V. Daarna werkte hij als leraar Duits en Frans in Turda. In 1930 volgde hij in Göttingen zijn schoonvader Raf Verhulst op als lector Nederlands aan de Georg-August-Universiteit.
Ondertussen was Delfosse blijven publiceren in Vlaamse en Nederlandse tijdschriften. Tijdens de Tweede Wereldoorlog herviel hij niet in de collaboratie. Na de oorlog verschenen van hem populair-historische werken over de Vlaamse Opstand (1297-1305) en over de scheiding van de Nederlanden, geschreven vanuit de Groot-Nederlandse gedachte. Ook probeerde hij de Duitse kennis van de geschiedenis der Nederlanden te vergroten, onder meer met zijn Kulturgeschichte von Niederland und Belgien. Hij ging in 1965 met pensioen en stierf twee jaar later.

## Publicaties
Delfos schreef in de bladen Vlaanderen (1929-1930), De Noorderklok (1930), Het Vlaamsche Volk (1934), De Dietsche Gedachte (1936), Het Vlaamsche Land (1936), Wetenschap in Vlaanderen (1936), Dietbrand (1938), Nieuw Nederland (1938-1939) en Wetenschappelijke Tijdingen (1950-1965).
Hij publiceerde ook boeken en langere artikelen:
- 1302 door tijdgenoten verteld, 1931
- "Aufbruch und Landnahme", in: Robert Paul Oszwald (red.), Deutsch-Niederländische Symphonie, 1937 (niet hernomen in herdruk 1944)
- Flandern: Volk, Land und Schicksal bis 1830, in: Die Westmark, 1939
- Verkenningen door onze geschiedenis, 1944
- Het avontuur der Liebaards, 1952
- Zeichen und Zahlen aus Flandern, in: Die Sammlung, 1953
- Kulturgeschichte von Niederland und Belgien, 1962
- Die Anfänge der Utrechter Union, 1965
- Raf Verhulst, 1866-1941, 1966